# Genieridium zanunciorum
Genieridium zanunciorum là một loài bọ cánh cứng trong họ Bọ hung (Scarabaeidae).